# Châu Thành (huyện cũ Đồng Nai)
Châu Thành là một huyện cũ thuộc tỉnh Đồng Nai, sau thuộc tỉnh Bà Rịa – Vũng Tàu.
Huyện Châu Thành tồn tại đến ngày 2 tháng 6 năm 1994. Huyện Châu Thành ngày nay tương ứng với thành phố Bà Rịa, thành phố Phú Mỹ và huyện Châu Đức.

## Địa lý
Trước khi giải thể, huyện Châu Thành có vị trí địa lý:
- Phía đông giáp huyện Xuyên Mộc, đông bắc giáp huyện Xuân Lộc
- Phía tây giáp Thành phố Hồ Chí Minh
- Phía nam giáp thành phố Vũng Tàu và huyện Long Đất
- Phía bắc giáp các huyện Long Thành và Long Khánh.

## Lịch sử
Dưới thời Việt Nam Cộng hòa, huyện Châu Thành bấy giờ là hai quận Long Lễ và Đức Thạnh thuộc tỉnh Phước Tuy.
Sau ngày 30 tháng 4 năm 1975 khi 3 tỉnh: Biên Hòa, Long Khánh và Phước Tuy được sáp nhập thành tỉnh Đồng Nai, vào lúc này thì 2 quận: Long Lễ và Đức Thạnh được sáp nhập lại thành huyện Châu Thành.
Huyện Châu Thành ban đầu có 13 xã trực thuộc, bao gồm các xã: Bình Ba, Bình Giã, Hắc Dịch, Hòa Long, Long Hương, Long Phước, Long Sơn, Ngãi Giao, Phú Mỹ, Phước Hòa, Phước Lễ, Suối Nghệ và Xuân Sơn.
Ngày 30 tháng 5 năm 1979, sáp nhập xã Long Sơn vào đặc khu Vũng Tàu - Côn Đảo mới thành lập (nay xã này thuộc thành phố Vũng Tàu).
Ngày 1 tháng 3 năm 1980, sáp nhập xã Tân Lập thuộc huyện Xuyên Mộc về huyện Châu Thành quản lý.
Ngày 8 tháng 12 năm 1982, Hội đồng Bộ trưởng ban hành Quyết định 192-HĐBT. Theo đó:
- Thành lập thị trấn Bà Rịa - thị trấn huyện lỵ của huyện Châu Thành trên cơ sở toàn bộ diện tích tự nhiên và dân số của xã Phước Lễ.
- Chia xã Phú Mỹ thành 2 xã: Phú Mỹ và Mỹ Xuân;
- Chia xã Phước Hòa thành 2 xã: Phước Hòa và Hội Bài;
- Thành lập xã Châu Pha tại vùng kinh tế mới trên cơ sở sáp nhập một phần đất của xã Hắc Dịch và một phần đất của xã Long Hương với tổng diện tích tự nhiên 4100 ha;
- Sáp nhập ấp Kim Hải của xã Phước Hòa về xã Long Hương quản lý và ấp Trảng Lớn của xã Phú Mỹ về xã Hắc Dịch quản lý;
- Sáp nhập xã Tân Lập về huyện Xuân Lộc quản lý.

Ngày 1 tháng 2 năm 1985, Hội đồng Bộ trưởng ban hành Quyết định 24-HĐBT. Theo đó:
- Chia xã Ngãi Giao thành 4 xã: Kim Long, Xà Bang, Láng Lớn và Ngãi Giao;
- Chia xã Suối Nghệ thành 2 xã: Nghĩa Thành và Suối Nghệ.

Vào ngày 12 tháng 8 năm 1991, khi huyện Châu Thành thuộc tỉnh Bà Rịa – Vũng Tàu mới thành lập thì huyện Châu Thành có 19 đơn vị hành chính cấp xã, bao gồm thị trấn Bà Rịa và 18 xã: Bình Ba, Bình Giã, Châu Pha, Hắc Dịch, Hòa Long, Hội Bài, Kim Long, Láng Lớn, Long Hương, Long Phước, Mỹ Xuân, Ngãi Giao, Nghĩa Thành, Phú Mỹ, Phước Hòa, Suối Nghệ, Xà Bang, Xuân Sơn.
Ngày 2 tháng 6 năm 1994, Chính phủ ban hành Nghị định số 45-CP.Theo đó:
- Thành lập thị xã Bà Rịa trên cơ sở các đơn vị hành chính cấp xã, bao gồm: thị trấn Bà Rịa (trừ 800 ha diện tích tự nhiên của thôn Phước Tân đã sáp nhập với xã Châu Pha thuộc huyện Tân Thành) và các xã: Long Hương, Hoà Long (trừ ấp Sông Cầu và 990 ha diện tích tự nhiên đã sáp nhập với xã Nghĩa Thành thuộc huyện Châu Đức), Long Phước (trừ ấp Phước Trung và 1.463 ha diện tích tự nhiên đã sáp nhập với khu kinh tế mới Đá Bạc thuộc huyện Châu Đức) và 100 ha diện tích tự nhiên với 700 nhân khẩu của ấp Long An thuộc thị trấn Long Điền của huyện Long Đất.
- Thành lập huyện Tân Thành trên cơ sở các xã: Phú Mỹ, Hội Bài, Phước Hoà, Xuân Mỹ, Hắc Dịch, Châu Pha, khu kinh tế mới Tóc Tiên và 800 ha diện tích tự nhiên tại thôn Phước Tân thuộc thị trấn Bà Rịa cũ của huyện Châu Thành.
- Thành lập huyện Châu Đức trên cơ sở các đơn vị hành chính cấp xã, bao gồm các xã: Ngãi Giao, Nghĩa Thành, Bình Ba, Suối Nghệ, Xuân Sơn, Bình Giã, Kim Long, Xà Bang, Láng Lớn, khu kinh tế mới Suối Rao, Đá Bạc và 990 ha diện tích tự nhiên với 1.700 nhân khẩu của ấp Sông Cầu thuộc xã Hoà Long; 1.463 ha diện tích tự nhiên với 800 nhân khẩu của ấp Phước Trung thuộc xã Long Phước.

Như vậy, đến thời điểm này, thì huyện Châu Thành không còn tồn tại nữa.